# محجوبه هروی
محجوبه هروی (نام اصلی بی‌بی صفورا (۱۲۸۵ –۱۳۴۵ خورشیدی)(۱۳۲۴ ق، ؟)شاعر پارسی‌گوی اهل بادغیس افغانستان بود.
محجوبه پنج‌هزار بیت شعر دارد که از محتوای آزادی‌خواهی و دموکراسی نیز برخوردارند.
| بلبل نه هرزه این همه فریاد می‌کند |  | بیچاره آشیانه خود یاد می‌کند    |
| «محجوبه» در ترانهٔ آزادی بشر      |  | نفرین به ظلم و وحشت صیاد می‌کند |

او همچنین به مشاعره با شاعران دیگر نیز می‌پرداخت.

## زندگی
محجوبه هروی در سال ۱۲۸۵ هجری شمسی در بادغیس (از توابع سابق هرات) زاده شد و از پدرش فقه و صرف و نحو و ادبیات و علوم دینی و خوشنویسی آموخت. پدر وی ابوالقاسم‌خان، منشی سردار غوث‌الدینخان غوری، در زمان امیر عبدالرحمن خان بود. بنا به شرح حالی که خود نوشته‌است.
محجوبه از سن چهارده سالگی شعر می‌سرود. نخست عضو انجمن ادبی هرات شد و سپس به آموزگاری در مدارس دخترانه هرات پرداخت.
گرایشش به شعر گفتن با شنیدن اشعار مستوره غوری شکل گرفت و مدتی به طور مخفیانه سخن‌سرایی کرد. هنگامی که مستوره از وضعیت او باخبر شد یکی از غزل‌های خود را برای محجوبه هروی فرستاد تا آن را مخمس کند و صفورا موفق شد این کار را به خوبی انجام دهد و مورد تشویق مستوره و اطرافیان خویش واقع شود.
محجوبه پس از ازدواج همراه با شوهرش ساکن قبطی چاق در حومه هرات بود و در شرح حال خود نوشته‌است:
از انجمن ادبی کابل متشکرم که بسا عقده‌هایی که موقوف به فنون شعری است از مقالات برادران ادبی حل کرده‌ام، چرا که من عاجزه به واسطه عذر ستر و مقید بودن به شوهر، کسب کمالات خود را نزد دانشوران وطن تکمیل کرده نمی‌توانم  و بهترین معلم و ادیب بعد از فوت پدر بزرگوارم مقالات جرائد، سالنامه‌ها و مجلات وطن بود که به من می‌رسید.
خودم در شهر کهنه به سرائی می‌باشم که از شهر مذکور کهنه‌تر است نشمین دارم. مثل محبوسی که به کل از عالم بی‌خبر باشد، آن هم برای بیداری قوم برای تجدد خصوصاً طبقه نسوان می‌کوشم، می‌گویم، می‌شنوانم، می‌سرایم تا خدا بخواهد به منزل مقصود برسم.
محجوبه هروی زندگی زناشویی خوبی با همسرش میرزا غلام نداشته و تا زمانی که شوهرش در قید حیات بوده او امکان شرکت در محافل ادبی را نداشته است.
محجوبه هروی دیوانی با سه هزار بیت دارد.دیوان محجوبه هروی، در سال ۱۳۴۷ خورشیدی، توسط محمد علم غواص در هرات به چاپ رسید.
محجوبه در سال ۱۳۴۵ در شهر هرات درگذشت.

## نمونه شعر وی
| شهر بر من تنگ شد آهنگ صحرا می‌کنم      |  | روی صحرا را ز اشک خویش دریا می‌کنم  |
| در گلستانی که بر یاد رخت خوانم غزل    |  | بلبلان را بر نوای خویش شیدا می‌کنم  |
| نیستم زاغ و زغن تا مایل سفلی شوم      |  | من همای اوج قدسم میل بالا می‌کنم    |
| سرو چون قد می‌فرازد در میان بوستان     |  | من خیال قامت آن سرو بالا می‌کنم     |
| من که مخمور نگاه نرگس مست توام        |  | کافرم گر التفات جام و صهبا می‌کنم   |
| قامتت سرو و رخت گل، زلف سنبل، غنچه لب |  | من تماشای گل و گلشن در اینجا می‌کنم |
| آه، یک غم نامه ما را نخواندی از غرور  |  | گرمن از بهر تو صد مکتوب انشا می‌کنم |